# Acanthocalycium thionanthum
Acanthocalycium thionanthum ist eine Pflanzenart in der Gattung Acanthocalycium aus der Familie der Kakteengewächse (Cactaceae). Das Artepitheton thionanthum leitet sich von den griechischen Worten theion für ‚Schwefel‘ sowie anthos für ‚Blüte‘ ab und verweist auf die Blütenfarbe der Art.

## Beschreibung
Acanthocalycium thionanthum wächst meist einzeln mit kugelförmigen bis kurz zylindrischen, dunkelgrünen bis grüngrauen Trieben und erreicht bei Durchmessern von 10 Zentimetern Wuchshöhen von bis 12 Zentimetern. Es sind 9 bis 15 runde Rippen vorhanden, die wenig gekerbt und gehöckert sind. Aus den elliptischen Areolen entspringen pfriemliche, graue Dornen, die eine  dunklere Spitze aufweisen. Es sind 1 bis 4 Mitteldornen, die auch fehlen können, sowie 5 bis 10 Randdornen vorhanden.
Die etwas glockenförmigen Blüten sind leuchtend gelb bis rot oder weiß. Sie haben eine Länge von bis 4,5 Zentimetern und weisen ebensolche Durchmesser auf. Ihr Perikarpell und die Blütenröhre sind mit dunklen spitzen Schuppen und braunen bis weißen Haaren und Borsten besetzt. Die kugelförmigen, hartfleischigen Früchte reißen auf und erreichen Durchmesser von bis 1 Zentimeter.

## Systematik und Verbreitung
Acanthocalycium thionanthum ist in den argentinischen Provinzen Salta, Tucumán und Catamarca in Höhenlagen von 1500 bis 3000 Metern verbreitet.
Die Erstbeschreibung als Echinocactus thionanthus durch Carlos Luis Spegazzini wurde 1905 veröffentlicht Curt Backeberg stellte die Art 1936 in die Gattung Acanthocalycium. Weitere nomenklatorische Synonyme sind Lobivia thionantha (Speg.) Britton & Rose (1922), Echinopsis thionantha (Speg.) Werderm. (1931) und Echinopsis thionantha (Speg.) D.R.Hunt (1987).
Es werden folgende Unterarten unterschieden:
- Acanthocalycium thionanthum subsp. thionanthum
- Acanthocalycium thionanthum subsp. ferrarii (Rausch) Schlumpb.

## Nachweise